# Кемпе, Мирдза Яновна
Мирдза Яновна Ке́мпе (полное имя Мирдза Аустра Алма, латыш. Mirdza Austra Alma Ķempe, в первом браке Адамсоне, латыш. Ādamsone, во втором браке Найковская, латыш. Naikovska; 27 января (9 февраля) 1907, Лиепая — 12 апреля 1974, Рига) — латышская советская поэтесса и переводчица. Заслуженный деятель культуры Латвийской ССР (1957). Народный поэт Латвийской ССР (1967). Лауреат Государственной премии СССР (1967).

## Биография
Родилась 27 января (9 февраля) 1907 года в Либаве (ныне Лиепая, Латвия) в семье рабочего. В 1927—1928 годах училась на экономическом факультете Латвийского университета, но не завершила обучение. Работала на Рижском радио диктором, затем в газете «Информатор». В 1931 году вышла замуж за писателя Эрика Адамсона.
После присоединения Латвии к СССР в 1940—1941 годах заведовала редакцией литературно-художественного вещания Рижского радиокомитета. Во время Великой Отечественной войны жила и работала в Астрахани, Иванове и в Москве. В 1944 году вернулась в Ригу и до 1947 г. работала художественным руководителем Латвийского театра кукол. В 1948—1972 гг. литературный консультант Союза писателей Латвийской ССР, работала с молодыми поэтами. В 1958 г. повторно вышла замуж за 27-летнего учителя Линарда Найковского.
Умерла 12 апреля 1974 года. Похоронена в Риге на Лесном кладбище.

## Творчество
Первая публикация стихов состоялась в 1923 году, в том же году выполнен первый перевод — пьесы А. С. Пушкина «Моцарт и Сальери». В довоенные годы много работала как переводчик, прежде всего для радиотеатра (пьесы Августа Стриндберга, Джорджа Бернарда Шоу, Артура Шницлера и др.), переводила также либретто оперетт, тексты песен и т. д. Стихи печатались в периодике. В военные и первые послевоенные годы написала ряд пьес для кукольного театра, одна из которых была переработана в либретто для балета Анатолия Лепина «Лайма» (1947).
Первый сборник «Утренний ветер» (латыш. Rīta vējš) издан в 1946 году. Поэзия первого послевоенного десятилетия носила конъюнктурно-идеологический, художественно бедный характер, воспевая советскую действительность. В этот же период переводила с русского языка произведения советских авторов: пьесу Константина Симонова «Русские люди» (1944), романы Константина Федина «Необыкновенное лето» и Михаила Бубеннова «Бессмертие», сочинения Ольги Берггольц, Самуила Маршака, Александра Гладкова и др.
В стихах 1950—1960-х гг., напротив, преобладает любовная лирика, развивающая традиции Райниса и Аспазии; после смерти поэтессы издаются преимущественно сборники её любовных стихов. В 1950—1970-е гг. много переводила классическую и приключенческую прозу, в том числе романы «Дон Кихот» Мигеля Сервантеса и «Путешествия Гулливера» Джонатана Свифта, «Приключения Тома Сойера» и «Приключения Гекльберри Финна» Марка Твена, «Остров сокровищ» Р. Л. Стивенсона, «Одиссею капитана Блада» Рафаэля Сабатини, рассказы Кэтрин Мэнсфилд. Среди поэтических переводов этого времени — стихи Уолта Уитмена и Бертольда Брехта.

## Звания и награды
- заслуженный деятель культуры Латвийской ССР (1957)
- народный поэт Латвийской ССР (1967)
- Государственная премия Латвийской ССР (1958)
- Государственная премия СССР (1967) — за сборник стихов «Вечность мгновений» (1964)
- орден Трудового Красного Знамени (03.01.1956)
- медали

## Память
Именем Мирдзы Кемпе в 1980 году названа новая улица в Риге, её имя также носит улица в Лиепае. В 1989 году в Лиепае открыт памятник Мирдзе Кемпе (скульптор Лигита Улмане).
В 2011 году определённый резонанс вызвала посвящённая жизни Кемпе пьеса Вилниса Вейша «Краткие лёгкие миги» (латыш. Īsie zibsnīgie mirkļi), выдержавшая несколько постановок.